# -elect
-elect는 '선출된'을 의미하며 직책에 선출되었으나 아직 취임되지 않은 사람을 가리킨다. 한국어에서는 '~당선자', '차기~' 등으로 번역된다. 특히, 선출되었지만 아직 취임하지 않은 대통령을 차기 대통령(예: president-elect of the United States: 미국의 차기 대통령)이라고 한다.
마찬가지로, -designate라는 용어는 '지명자'의 뜻으로 같은 목적으로 사용되며(예:  prime minister-designate: 국무총리 지명자), 특히 누군가가 선출되기보다는 임명될 때(예: justice-designate: 법무부 지명자) 더욱 그렇다.